# Wilhelm Fortmann
Wilhelm Christian Diedrich Fortmann (* 30. April 1814 in Oldenburg; † 12. Mai 1894 ebenda) war ein deutscher Unternehmer. 1886 gründete er als Privatbankier mit seinen Söhnen die Privatbank W. Fortmann & Söhne.

## Biografie
Fortmann entstammte einer alten Bauern- und Handwerkerfamilie der Delmenhorster Geest und war der Sohn des Klempnermeisters Friedrich Diedrich Fortmann (1780–1861) und dessen Ehefrau Gesine Margarethe geb. Stüven (1776–1835). Er wuchs in Oldenburg auf, besuchte hier die unteren Klassen des Gymnasiums und absolvierte eine Klempnerlehre im väterlichen Betrieb. Anschließend ging er auf die für Handwerksgesellen damals übliche Wanderschaft, die ihn bis nach London und Paris führte, wo er 1836 in die Freimaurerloge Tolerance aufgenommen wurde. 1842 trat er auch der oldenburgischen Loge Zum goldenen Hirsch bei. Nach seiner Rückkehr übernahm Fortmann die väterliche Klempnerwerkstatt, die er jedoch schon 1850 aufgab, da er mehr Unternehmer als Handwerker war. Sein erstes großes Projekt in Oldenburg war der Bau einer Gasanstalt und die Anlage einer Straßenbeleuchtung mittels Gas, wie er sie während seiner Wanderschaft in London gesehen hatte. Seit 1846 bemühte er sich um eine Konzession, die die Stadtverwaltung vorerst verweigerte, da sie die Erfahrungen anderer Städte abwarten wollte. Fortmann ließ sich durch die Anfangsschwierigkeiten aber nicht abschrecken. Gemeinsam mit dem Klempnermeister Ernst Gottlieb Büsing und zwei weiteren Teilhabern brachte er das erforderliche Kapital auf und konnte nach langwierigen Verhandlungen 1853 einen Vertrag mit dem Magistrat schließen, der seiner Gesellschaft ein Privileg für 25 Jahre sicherte. Da die Vorarbeiten bereits angelaufen waren, konnte noch im selben Jahr der Bau des Gaswerkes vollendet und die erste Gasstraßenbeleuchtung der Stadt mit 109 Lampen installiert werden. In der gemeinsamen Geschäftsleitung einigten sich die beiden Gesellschafter auf eine Arbeitsteilung. Büsing befasste sich mit der technischen Seite des Betriebs, während Fortmann sich um die kaufmännisch-unternehmerischen Fragen kümmerte. Nach dem frühen Tod Büsings leitete Fortmann allein das ertragreiche Unternehmen, das 1870/74 nach Ankauf aller in fremden Händen befindlichen Anteile in seinen Besitz überging und erst 1901 von seinen Erben an die Stadt Oldenburg verkauft wurde. 1862 errichtete Fortmann ein weiteres Gaswerk in Varel und beteiligte sich an der Oldenburger Versicherungsgesellschaft, die er von 1872 bis 1894 als Direktor leitete. Am 1. Mai 1886 gründete er schließlich gemeinsam mit seinen drei Söhnen das Bankhaus W. Fortmann & Söhne, das bis 2015 bestand.
Der organisatorisch begabte und vielseitige Fortmann, der dem besonders in der Frühphase der Industrialisierung auftretenden Typ des Unternehmer-Handwerkers zuzuordnen ist, begnügte sich nicht mit seinen geschäftlichen Erfolgen, sondern beteiligte sich auch aktiv am politischen Leben der Stadt und des Landes. Seit Januar 1848 war er Mitglied des Oldenburger Stadtrats und gehörte in diesem Gremium zu der liberalen Gruppe, die den Großherzog zur Gewährung einer Verfassung drängte. Fortmann setzte sich auch in den folgenden Monaten nachhaltig für die liberalen Forderungen ein. 1859 trat er dem Deutschen Nationalverein, der Vorläuferorganisation der liberalen Parteien, bei und war von 1863 bis 1866 Mitglied des Oldenburgischen Landtags. Als Kandidat der Nationalliberalen bewarb er sich 1884 und 1885 vergeblich um ein Reichstagsmandat.

## Familie
Fortmann war seit dem 24. Oktober 1841 mit Elise Hermine Sophie geb. Meyer (1821–1882) verheiratet, der Tochter des Oldenburger Schlosseramtsmeisters Kaspar Nikolaus Meyer und dessen Ehefrau Elisabeth geb. Rubarth. Der Ehe entstammten drei Söhne, von denen Wilhelm (1844–1925) Leiter der Gasanstalt, August (1849–1935) Oberlandesgerichtsrat und Ernst (1850–1892) Versicherungsdirektor wurde. Seine Enkelin Berta (1880–1923) wurde die erste Ehefrau des späteren Reichsministers Erich Koch-Weser (1875–1944).